# Limber Apaza
Limber Apaza (* 14. Januar 1997) ist ein ehemaliger bolivianischer Leichtathlet, der im Mittelstrecken- und Hindernislauf an den Start ging.

## Sportliche Laufbahn
Erste internationale Erfahrungen sammelte Limber Apaza im Jahr 2018, als er bei den Südamerikaspielen in Cochabamba in 9:21,81 min die Bronzemedaille über 3000 m Hindernis hinter dem Peruaner Yuri Labra und Gerald Giraldo aus Kolumbien. Anschließend belegte er bei den U23-Südamerikameisterschaften in Cuenca in 4:06,09 min den sechsten Platz im 1500-Meter-Lauf und gewann im Hindernislauf in 9:27,50 min die Silbermedaille hinter dem Ecuadorianer Diego Arévalo gewann. 2020 gewann er dann bei den erstmals ausgetragenen Hallensüdamerikameisterschaften in Cochabamba in 4:00,36 min die Bronzemedaille über 1500 Meter hinter dem Argentinier Federico Bruno und Santiago Catrofe aus Uruguay.

## Persönliche Bestzeiten
- 1500 Meter: 3:59,20 min, 6. Juni 2018 in Cochabamba
  - 1500 Meter (Halle): 4:00,36 min, 1. Februar 2020 in Cochabamba
  - 3000 Meter (Halle): 8:36,31 min, 19. Januar 2020 in Cochabamba
- 3000 m Hindernis: 9:21,81 min, 8. Juni 2018 in Cochabamba